# Pimprez
Pimprez település Franciaországban, Oise megyében. Lakosainak száma 851 fő (2022. január 1.). Pimprez Bailly, Chiry-Ourscamp, Montmacq, Ribécourt-Dreslincourt és Saint-Léger-aux-Bois községekkel határos.

## Népesség
A település népességének változása:
| Lakosok száma | 836  | 869  | 893  | 868  | 860  | 853  | 856  | 852  | 851  |
|               | 2013 | 2015 | 2016 | 2017 | 2018 | 2019 | 2020 | 2021 | 2022 |